# 塔朗日
塔朗日（法語：Talange，法語發音：[talɑ̃ʒ]；洛林法兰克语：Taléng、Taléngen；洛林语：Taulanche）是法国摩泽尔省的一个市镇，属于梅斯区。

## 地理
塔朗日（49°14'12"N, 6°10'28"E）面积3.7 平方千米，位于法国大東部大區摩泽尔省，该省份为法国东北部内陆省份，是洛林的一部分，西南接默尔特-摩泽尔省，东临下莱茵省，北与卢森堡和德国接壤。
与塔朗日接壤的市镇（或旧市镇、城区）包括：摩泽尔河畔艾、埃讷里、阿贡当日、欧孔库尔、迈济耶尔莱梅斯。

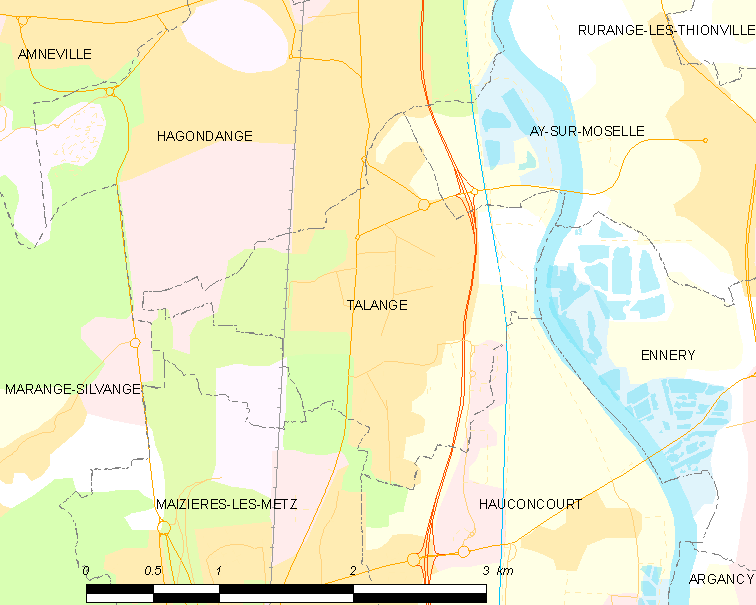
塔朗日的OSM定位图

塔朗日的时区为UTC+01:00、UTC+02:00（夏令时）。

## 行政
塔朗日的邮政编码为57525，INSEE市镇编码为57663。

## 政治
塔朗日所属的省级选区为摩泽尔走廊县。

## 人口

1962-2008年间塔朗日人口变化图示

塔朗日于2022年1月1日时的人口数量为8044人。